# 數位文學
數位文學是二十世紀末出現的一種文學文化，從80年代開始出現「電腦詩」等各種前衛書寫，以及隨後在90年代初「電子佈告欄系統」（electronic bulletin boards, BBS）出現後，引發新一代作家構築網路書寫社群的風潮，乃至90年代中期大量出現在全球資訊網的各種多向文本、多媒體、互動、立體乃至於虛擬實境式的數位文學作品。

## 與網路文學之差異
以數位文學的概念描述此一文學風潮，實因為目前常用的網路文學一詞有其侷限性：一方面，早在網路盛行以前，就已經有作者運用/模仿數位語言形式進行書寫，其努力與啟發性不容忽略；二方面，網路是新型態的傳播工具，而利用電子佈告欄系統所傳布的詩文，絕大多數是文字形式者，與平面媒體並無太大的區別，其在文學史上重要的意涵應當在於虛擬文學社群的建構上，尚難稱為一種新文類；三方面，目前出現在全球資訊網上含有非平面印刷成分並以數位方式發表的文學作品，事實上不見得只能在網路上展現，也同樣可以以光碟出版，或以離線電腦陳列之，以網路文學稱呼之似乎過於狹隘。為廣泛地討論這股錯綜複雜的現代文學潮流，選擇一個能涵蓋上述現象的概念，似乎應當以這些現代文學作品共同觸及的基本元素為核心，如是觀之，應稱呼其為數位文學應當最為恰當。